# پیتر بلیک (قایقرانی بادبانی)
پیتر بلیک (انگلیسی: Peter Blake; ۱ اکتبر ۱۹۴۸ – ۵ دسامبر ۲۰۰۱) ورزشکار اهل نیوزیلند بود.
وی همچنین برندهٔ جوایزی همچون نشان امپراتوری بریتانیا در سال ۱۹۹۵ و دکترای افتخاری از دانشگاه صنعتی اوکلند در سال ۲۰۰۰ شده‌است.
وی در شبانگاه ۵ دسامبر ۲۰۰۱ (میلادی) در درگیری با چند دزد نقاب‌دار که به قایق وی و همسفرانش یورش برده بودند، کشته شد. در جریان این سرقت، برخی دیگر از همسفران وی و یکی از راهزنان نیز زخمی شد.